# 婆猪江战斗
婆猪江战斗（：／ pajeo gang jeontu */?），又称婆猪江野人征伐，是1433年朝鲜王朝攻击建州女真的一次战斗。

## 背景
1388年，朱元璋建立的明朝军队攻入东北，准备模仿元朝在朝鲜半岛设立双城总管府的模式，设立铁岭卫，高丽抗拒。朝鲜王朝取代高丽后，称公嶮鎭迤南全部属于朝鲜。1403年，朱棣将铁岭以北、公崄镇以南划归朝鲜。但是当地多是女真人，拒绝接受朝鲜统治。建州卫女真迁到婆猪江畔（鸭绿江支流）的初期，因物资缺乏常常到朝鲜边境乞粮；同时要求“今后但有建州卫人民来往买卖，印信文书，许令施行，毋得阻挡”，；有的女真人趁机抢劫。朝鲜极为不安，朝鲜世宗对明朝使臣讲：“未满彼心，倘若生变，其祸不测，应之之方，予甚虑焉。”朝鲜一方面给予少量食物，另一方面“边将固守，不许人境”； “江边居民，督令人堡，清野以备”；并派间谍“潜谍婆猪江等处”，建州女真常掳朝鲜人和辽东汉人为奴隶，这些人逃到朝鲜后，朝鲜便将他们留在国内或送归辽东。
世宗七年（明洪熙元年，1425年）七月起，女真多次要求朝鲜“送回”被掳到女真的逃回朝鲜人，并发出战争威胁，朝鲜则将原来五、六人看守的各边界口子改为一名千户率领百名军人看守。
朝鲜世宗八年（明宣德元年，1426年）又有类似事件。世宗十年，李满住奴婢十口逃往朝鲜，并已属朝鲜札宾寺使唤，“意颇愤怨”世宗十四年建州指挥林加罗等因奴婢逃回朝鲜，到朝鲜抢掠人口。
世宗十四年（明宣德七年，1432年）农历十二月甲午，忽刺温人剽掠闻延，杀害军民53人，掳掠男妇77人。建州卫中途从忽刺温人手中夺回64人送归朝鲜，但是朝鲜政府大怒，认为建州卫女真与忽刺温人合谋。决定出兵打击建州卫女真。

## 战争准备
朝鲜以酬谢建州卫送回被掳人为由，遣前少尹朴好问、护军朴原茂，访问女真，实为探察。二月甲辰，世宗确定了“其举兵，则不可孤弱，当大举而讨之” 的作战方针。次日决定出兵3000。根据朴好问的报告，朝鲜增加了军用物资，出兵人数增加为万人以上。三月庚申，根据朴好问的报告和平安道都节制使崔润德的要求，世宗决定出兵1.3万。七天后，最终决定马兵1万，步兵5千。
朝鲜在内部作战前动员并对女真写“征婆猪江声罪榜”，对明朝通报上奏本作到出师有名。并对可能作为建州卫外援的建州左卫作好应变的各种部署。

## 战争
建州卫无防备，遭沉重打击，被杀260人，被俘248人，被夺马62匹、牛18头。李满住的妻子“死于锋刃”，李满住本人则“身被九创”。
俘获的248人中有“唐人”24名，遣返辽东。朝鲜人6名回国。世宗下令对女真“除老幼外， 丁壮并令斩之”。余下的174名中，“七八岁以下无母无亲族小童等，付京中各司奴婢有产业慈惠者”收养，其他人则“分置京畿及忠清道各官， 限其安业”。
朝鲜军4人死亡，5人受伤。

## 事后
事后仅一个多月，就发生了女真人报复事件。此后，朝鲜令边境13岁以上农民男丁习射，并武装种田。命平安道各官守令，轮番赴防，又从京城调来军士守边，朝鲜还在东北边境增加兵力，大筑城堡，人心惶惶，庆源筑城之军大规模逃亡。
建州女真怕朝鲜再次进攻，向北迁移到兀弥府，明正统元年(朝鲜世宗十八年，1436年)，向明朝请求西迁辽阳、草河一带。次年九月，朝鲜军分三路进攻兀弥府，女真人事先逃跑，朝鲜军无功而返。正统三年（1438年）春，明礼部、兵部令李满住率建州卫移居浑河流域。
建州左卫300余户女真人在正统五年(朝鲜世宗二十二年，1440年)六月，冲破朝鲜阻挠，迁到苏子河与李满住部汇合。毛怜卫部分女真人此前也到此会合。以此为根据地和起点，完成了女真各部的统一。为以后的崛起创造条件。
朝鲜在鸭绿江东岸设置“西北四郡”，在图们江南岸设置“东北六镇”，控制了鸭绿江以东图们江以南的全部土地。

## 评论
朝鲜世宗：“守成之君，大抵不好游畋声色，则必好大喜功 自古及今，继体之主当所戒也，予承祖宗之业，抚盈成之运，常以此为念。往者婆猪江之役，大臣将相皆日不可、此乃万世不易之正论。予乃命征成功，此特其幸耳，不足尚也。”但4年后又命令军队讨女真。
明辽东总兵官巫凯等将帅，反对朝鲜越界击女真，明宣宗则认为朝鲜和女真是“远夷争竞”。